# Station Jędrzejów Wąskotorowy
Station Jędrzejów Wąskotorowy is een spoorwegstation in de Poolse plaats Jędrzejów.